# Aïssatou Mbodj

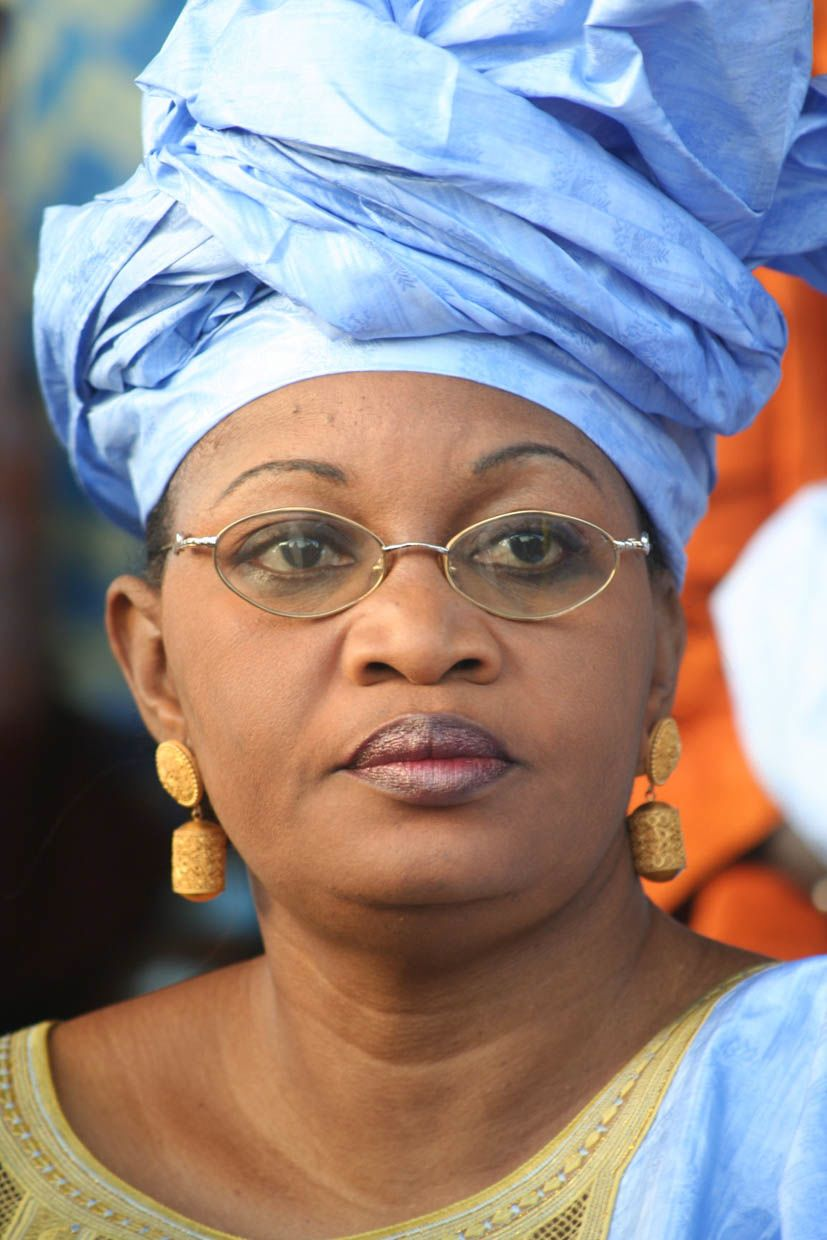
Aïssatou Mbodj

Aïssatou Mbodj (* in Bambey, Département Bambey, Region Diourbel, Senegal) ist eine senegalesische Politikerin, die mehrmals Ministerin war.

## Leben
Aïssatou Mbodj, die den Spitznamen „Löwin von Baol“ (‚Lionne du Baol‘) trägt, war zunächst Mitglied der Parti Socialiste du Senegal (PS) und wechselte später zur Demokratischen Partei PDS (Parti Démocratique Sénégalais). Sie war Bürgermeisterin ihrer Geburtsstadt Bambey bis zu ihrer Ablösung durch Pape Diouf 2000. Im Kabinett von Premierminister Macky Sall übernahm sie zwischen April 2004 und November 2006 das Amt als Ministerin für Frauen, Familie und soziale Entwicklung (Ministre de la Femme, de la Famille et du Développement social) sowie nach einer Regierungsumbildung von November 2006 bis Juni 2007 als Ministerin für Frauen, Familie, soziale Entwicklung und Unternehmertum von Frauen (Ministre de la Femme, de la Famille, du Développement social et de l’Entreprenariat féminin).
Bei den Parlamentswahlen im Juli 2007 wurde Aïssatou Mbodj auf der Nationalen Liste der Koalition SOPI erstmals zum Mitglied der Nationalversammlung (Assemblée nationale du Sénégal) gewählt und übernahm das Amt als Vierte Vize-Präsidentin der Nationalversammlung. Bei den Kommunalwahlen 2009 kandidierte sie wieder für das Amt als Bürgermeisterin von Bambey und konnte sich dabei aber nicht gegen den Amtsinhaber Pape Diouf durchsetzen, der der Partei Rewmi von Idrissa Seck angehörte. Sie selbst wurde daraufhin im April 2009 im Kabinett von Premierminister Souleymane Ndéné Ndiaye Ministerin für Lebensmittelverarbeitung landwirtschaftlicher Erzeugnisse (Ministre de la transformation alimentaire des produits agricoles) und bekleidete diese Funktion bis April 2012.
Bei den Wahlen am 1. Juli 2012 wurde Aïssatou Mbodj auf der Nationalen Liste der PDS wieder zum Mitglied der Nationalversammlung gewählt. 2014 wurde sie Vorsitzende des Rates des Département Bambey und bekleidete diese Funktion bis April 2016. Am 14. Oktober 2016 übernahm sie den Posten als Präsidentin der Fraktion der Liberalen und Demokraten. Bei den Wahlen am 30. Juli 2017 wurde sie wieder zum Mitglied der Nationalversammlung gewählt und vertritt dort die Interessen von Bambey.

## Weblink
- Eintrag auf der Nationalversammlung (Assemblée nationale du Sénégal)

| Personendaten    | Personendaten                                        |
| ---------------- | ---------------------------------------------------- |
| NAME             | Mbodj, Aïssatou                                      |
| KURZBESCHREIBUNG | senegalesische Politikerin                           |
| GEBURTSDATUM     | 20. Jahrhundert                                      |
| GEBURTSORT       | Bambey, Département Bambey, Region Diourbel, Senegal |